# Notochloe
Notochloe là một chi thực vật có hoa trong họ Hòa thảo (Poaceae).

## Loài
Chi Notochloe gồm các loài: